# Nymphon polyglia
Nymphon polyglia is een zeespin uit de familie Nymphonidae. De soort behoort tot het geslacht Nymphon. Nymphon polyglia werd in 2004 voor het eerst wetenschappelijk beschreven door Bamber. 